# Pontiac (Missouri)
Pontiac – jednostka osadnicza w Stanach Zjednoczonych, w stanie Missouri, w hrabstwie Ozark.